# 伊達村烈
伊達 村烈（だて むらあきら）は、江戸時代中期の陸奥国仙台藩一門第七席・宮床伊達家6代当主。

## 生涯
寛延元年（1748年）4月18日、川崎伊達家2代当主・伊達村敏の子として柴田郡川崎館にて誕生。幼名は大四郎。
明和8年（1771年）4月18日、宮床伊達家5代当主・伊達村嘉の養子となる。
寛政8年（1796年）7月6日、死去。享年49。

## 系譜
- 父：伊達村敏（1713-1754）
- 母：不詳
- 養父：伊達村嘉（1745-1776）
- 室：伊達村通娘
  - 長男：伊達村義（1777-1801）
  - 次男：伊達宗規（1779-1844）